# Mélovin
MÉLOVIN (справжнє ім'я Костянтин Миколайович Бочаров; нар. 11 квітня 1997, Одеса, Україна) — український співак, переможець шостого сезону українського вокального шоу «X-Фактор» і другого сезону гіпершоу «Маска». Представник України на 63-му пісенному конкурсі «Євробачення» в Португалії з піснею «Under The Ladder», де посів у фіналі 17-те місце.

## Псевдонім
За повідомленнями різних видань творчий псевдонім MÉLOVIN є поєднанням імені британського модельєра Макквіна (1969—2010), який був кумиром співака, та назви свята Хелловін.

## Життєпис

### Дитинство та юність
Народився 11 квітня 1997 року в Одесі в родині Миколи та Валентини Бочарових. З самого малечку цікавився творчістю, хоча батьки хотіли, щоб син був ведучим, актором або кухарем. У школі постійно робив постановки, організовував концерти, у яких сам брав участь. Також навчався в музичній школі, яку згодом покинув, але пішов до театральної школи, яку з успіхом закінчив. На думку співака, саме театральна школа допомогла йому цінувати кожну емоцію.

### 2015—2016: «Х-фактор» та початок кар'єри
Костянтин тричі брав участь у відборах до українського вокального шоу «Х-фактор», але не потрапляв на телевізійні кастинги. У шостому сезоні 2015 року він нарешті пройшов до етапу прослуховування перед суддями, де після виконання пісні «Без бою» гурту «Океан Ельзи» отримав путівку до тренувального табору. Костянтин з'явився в прямих ефірах шоу і дійшов до суперфіналу, у якому за результатами глядацького голосування став переможцем. Під час участі виконував пісні Стаса Шурінса, Тома Оделла, Адель, Джамали, Валерія Меладзе, Юрка Юрченка та гуртів «Океан Ельзи», «Muse», «Ріаnобой», «MBAND», «The Rasmus» і «Скрябін». Після перемоги разом з іншими учасниками шоу Костянтин поїхав у концертний тур Україною.

### 2017—2018: Нацвідбір і Євробачення
Наприкінці 2016 року Mélovin вирішив взяти участь у національному відборі на 62-й пісенний конкурс «Євробачення». 17 січня 2017 року був оголошений одним із півфіналістів. Згідно з жеребкуванням співак потрапив до третього півфіналу, де виконав авторську пісню «Wonder». За результатами голосування глядачів та журі Mélovin потрапив до фіналу національного відбору, де знову отримав максимальний бал від глядачів, але за рішенням журі був лише п'ятим (передостаннім). У підсумку співак посів 3 місце, поступившись співачці Tayanna та гуртові «O.Torvald».
10 листопада Mélovin представив свій перший альбом — Face to Face, до якого ввійшли п'ять англомовних та один українськомовний трек. Над створенням альбому окрім самого співака працювали також Ruzhynski, Mickey Mike та Ashley Hicklin.

Після 2017 року в деяких джерелах було сказано[джерело?], що співак не збирається подавати заявку на участь у відборі повторно, проте в грудні 2017 року на гостьовому виступі на «Х-факторі», Mélovin заявив, що все ж планує бути учасником нацвідбору 2018 року[джерело?]. 17 лютого співак виступив у другому півфіналі, де здобув 9 балів від глядачів (1 місце) і 8 балів від журі (2 місце) та пройшов до фіналу. 24 лютого Mélovin переміг у фіналі національного відбору та став представником України на Євробаченні 2018, що проходило в Португалії, з піснею «Under The Ladder». Напередодні першого півфіналу співак презентував авторські парфуми «Black Gas», які були розроблені спеціально до Євробачення. 

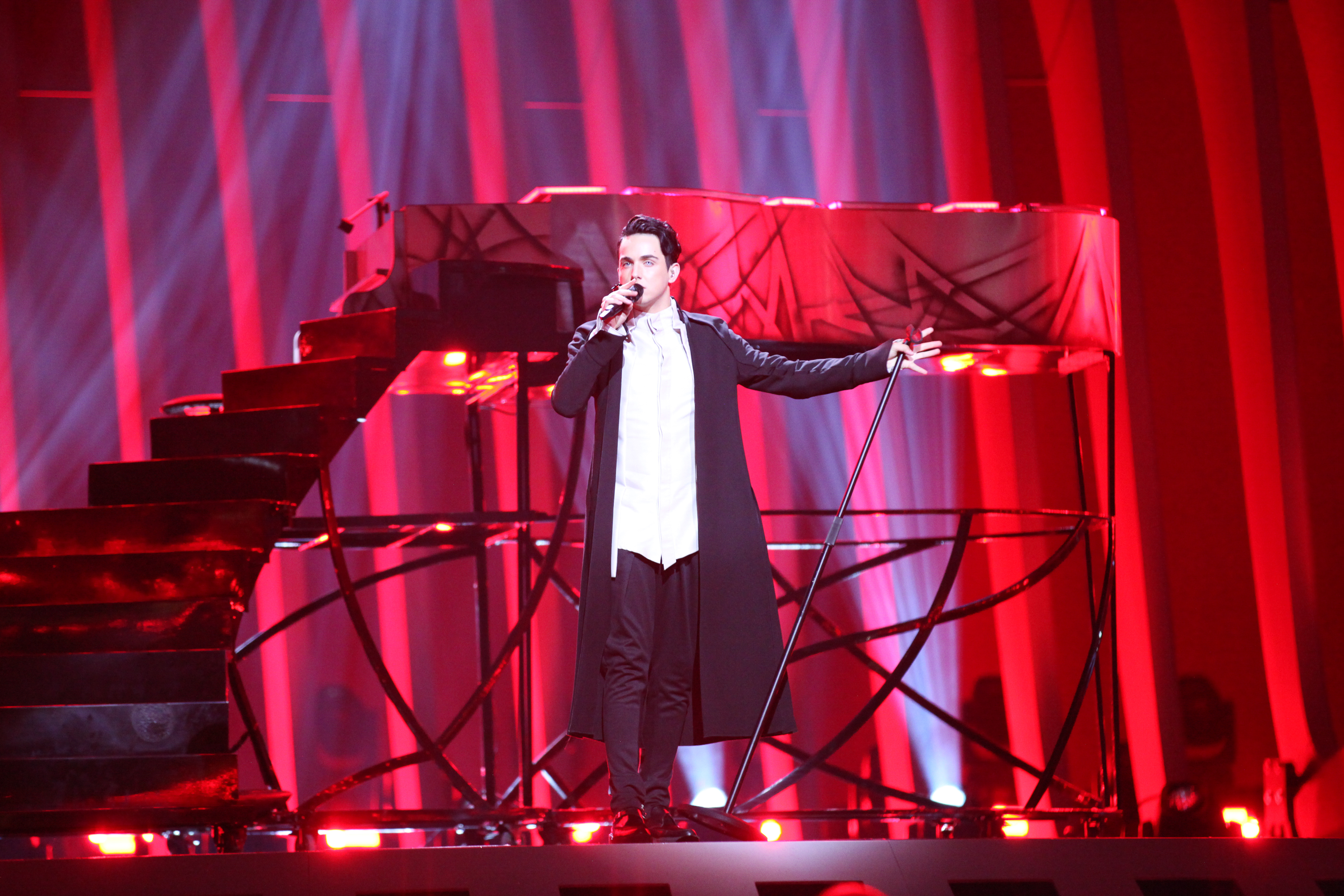
Mélovin на репетиції другого півфіналу «Євробачення-2018».

У Лісабоні Mélovin виступив у другому півфіналі 10 травня 2018. Його виступ був завершальним і він пройшов до фіналу з 6 місця зі 179 балами (114 від глядачів та 65 від журі). У фіналі співак виступив під першим номером і посів 17 місце (7 місце за голосуванням телеглядачів і 26 — журі).

### 2019: серіал «Новенька»
У 2019 випустив 2 пісні для серіалу «Новенька»: «Вітрила» і «На хайпі», а також зіграв самого себе в останній серії.

### 2021: «Маска»
У 2021 році Mélovin взяв участь у шоу «Маска», де виступав у костюмі Жирафи та здобув перемогу у фіналі шоу 25 грудня 2021 року[джерело?].

### 2024: Нацвідбір
9 листопада 2023 року Mélovin з'явився у лонглисту учасників нацвідбору на Євробачення 2024, а вже згодом співака з піснею «DREAMER» оголосили одним із 10 фіналістів. 3 лютого 2024 року він виступив у фіналі нацвідбору, де отримав 9 балів як від журі, так і глядачів, і посів 3 місце, поступившись гурту Ziferblat з піснею «Place I Call Home» та переможницям відбору alyona alyona та Jerry Heil з «Teresa & Maria».

### 2025: член журі Євробачення 2025
Для Пісенного конкурсу Євробачення 2025 Mélovin був обраний одним із членів журі від України. Рішення, хто стане членами журі для конкурсу, ухвалювалося шляхом голосування у застосунку «Дія». Mélovin віддав найвищу оцінку Німеччині з піснею «Baller» дуету Abor & Tynna, а друге й третє місця — Естонії, яку представляв співак Томмі Кеш з «Espresso Macchiato» та Люксембургу з піснею «La poupée monte le son» у виконанні Лори Торн відповідно.

## Особисте життя
У липні 2021 року Mélovin зробив камінг-аут як бісексуал на Atlas Weekend 2021.

## Дискографія

### Альбоми
| Назва   | Деталі                                                                  |
| ------- | ----------------------------------------------------------------------- |
| Octopus | - Дата: 25 жовтня 2019 - Поширення: BIG HOUSE MELOVIN - Формат: Digital |

### Мініальбоми
| Назва        | Деталі                                                                     |
| ------------ | -------------------------------------------------------------------------- |
| Face to Face | - Дата: 10 листопада 2017 - Поширення: BIG HOUSE MELOVIN - Формат: Digital |

### Сингли
| Рік     | Назва                                | Альбом        |
| Сольно  | Сольно                               | Сольно        |
| ------- | ------------------------------------ | ------------- |
| 2016    | «Не одинокая»                        | Поза альбомом |
| 2016    | «На взлёт»                           | Поза альбомом |
| 2016    | «Wonder»                             | Face to Face  |
| 2017    | «Hooligan»                           | Face to Face  |
| 2017    | «Unbroken»                           | Face to Face  |
| 2017    | «Світ в полоні»                      | Face to Face  |
| 2018    | «Under The Ladder»                   | Octopus       |
| 2018    | «That's Your Role»                   | Octopus       |
| 2018    | «З тобою, зі мною, і годі»           | Octopus       |
| 2018    | «Чудова мить»                        | Поза альбомом |
| 2019    | «Ти»                                 | Octopus       |
| 2019    | «Oh, No»                             | Octopus       |
| 2019    | «Expectations»                       | Octopus       |
| 2019    | «Your Entertainment»                 | Octopus       |
| 2019    | «Want You To Stay»                   | Octopus       |
| 2020    | «Вітрила»                            | Поза альбомом |
| 2020    | «Dance With The Devil»               | Поза альбомом |
| 2021    | «І кров кипить»                      | Поза альбомом |
| 2021    | «Кіт і драма»                        | Поза альбомом |
| 2022    | «Не зволікай»                        | Поза альбомом |
| 2022    | «Мені не дзвони»                     | Поза альбомом |
| 2023    | «Don't heed you love»                | Поза альбомом |
| 2023    | «Один не один»                       | Поза альбомом |
| 2024    | «Dreamer»                            | Поза альбомом |
| 2024    | «Вбиваєш мене»                       | Поза альбомом |
| 2025    | «Твоя вина»                          | Поза альбомом |
| Спільно |                                      |               |
| 2017    | «Шлях» (Ruzhynski ft. MÉLOVIN)       | Поза альбомом |
| 2021    | «Таємний знак» (MÉLOVIN ft. SOWA)    | Поза альбомом |
| 2024    | "Обиратиму себе " (MÉLOVIN ft. iSKra | поза альбомом |
| 2024    | «Зодіак» (MÉLOVIN ft. SWOIIA)        | поза альбомом |

## Музичні відео
| Рік  | Назва                             | Режисер            | Альбом        | Дж.    |
| ---- | --------------------------------- | ------------------ | ------------- | ------ |
| 2016 | «На взлёт»                        | Олександр Тонконог | Поза альбомом |        |
| 2017 | «Hooligan»                        | Костянтин Бочаров  | Face to Face  |        |
| 2018 | «Under The Ladder»                | Тарас Голубков     | Octopus       | [ 27 ] |
| 2019 | «З тобою, зі мною, і годі»        | Юрій Катинський    | Octopus       |        |
| 2019 | «Ти»                              | Тарас Голубков     | Octopus       |        |
| 2020 | «Вітрила»                         | Влад Разіховський  | Поза альбомом |        |
| 2021 | «І кров кипить»                   | Юрій Двіжон        | Поза альбомом |        |
| 2021 | «Таємний знак» (MÉLOVIN ft. SOWA) | Тарас Голубков     | Поза альбомом |        |

## Премії та номінації
| Рік  | Премія                | Номінація                    | Результат | Дж.    |
| ---- | --------------------- | ---------------------------- | --------- | ------ |
| 2016 | Фаворити Успіху       | Молодий талант року          | Перемога  | [ 28 ] |
| 2018 | YUNA                  | Відкриття року               | Номінація | [ 29 ] |
| 2019 | М1 Music Awards 2019  | Прорив року                  | Перемога  | [ 30 ] |
| 2019 | М1 Music Awards 2019  | Співак року                  | Номінація | [ 31 ] |
| 2019 | Українська пісня року | Пісня року — «Вітрила»       | Перемога  |        |
| 2020 | YUNA                  | Найкращий виконавець         | Номінація | [ 32 ] |
| 2020 | Золота жарптиця       | Співак року                  | Номінація | [ 33 ] |
| 2020 | Золота жарптиця       | Хіт року — «Ти»              | Номінація | [ 33 ] |
| 2024 | Музвар                | Fanplase — найкращий фанклуб | Перемога  |        |

## Фільмографія
| Рік  | Назва                     | Роль   | Дж.    |
| ---- | ------------------------- | ------ | ------ |
| 2018 | Монстри на канікулах 3    | Кракен | [ 34 ] |
| 2019 | Новенька                  | камео  |        |
| 2023 | Кракен-дівча на ім'я Рубі | Тревін |        |